# San i java
San i java je drugi kompilacijski album srpskog garage rock/punk rock sastava Partibrejkers, kojeg je objavio Hi-Fi Centar1999.

## Popis pjesama
| 1.    | »1000 Godina«        | 4:46 |
| 2.    | »Večeras«            | 3:03 |
| 3.    | »Stoj, Džoni«        | 3:29 |
| 4.    | »Prsten«             | 3:42 |
| 5.    | »Put«                | 3:45 |
| 6.    | »Mesečeva kći«       | 4:10 |
| 7.    | »Zemljotres«         | 3:03 |
| 8.    | »Ono što pokušavam«  | 3:16 |
| 9.    | »Hipnotisana gomila« | 2:21 |
| 10.   | »Kreni prema meni«   | 2:35 |
| 11.   | »Javi se«            | 4:17 |
| 12.   | »Hoću da Znam«       | 3:49 |
| 13.   | »Molitva«            | 5:36 |
| 14.   | »Rođen loš«          | 2:53 |
| 15.   | »Ludo i brzo«        | 4:53 |
| 16.   | »Sjajnija budućnost« | 2:32 |
| 17.   | »Sit gladan«         | 4:05 |
| 18.   | »Ledeno doba«        | 5:01 |
| 19.   | »Da li sam to ja«    | 2:28 |
| 20.   | »Krug«               | 2:15 |
| 74:21 |                      |      |